# Fuifui Moimoi
Fuifui Moimoi (Nuku'alofa, 26 de setembro de 1979) é um jogador de rugby league do Workington Town na RFL League 1.
Ele jogou mais notavelmente pelo Parramatta Eels na National Rugby League (NRL) de 2004 a 2014, além de jogar por Leigh Centurions no RFL Championship de 2015 a 16 e pelo Toronto Wolfpack na League 1 em 2017. Representante internacional da Nova Zelândia e Tonga, Moimoi fez mais de duzentas participações no NRL para Parramatta, onde alcançou status de cult. Em 2018, ele jogou brevemente rugby union para o Bradford & Bingley RFC.
Seu cunhado é o jogador da NFL Star Lotulelei.